# Hitler-Eiche

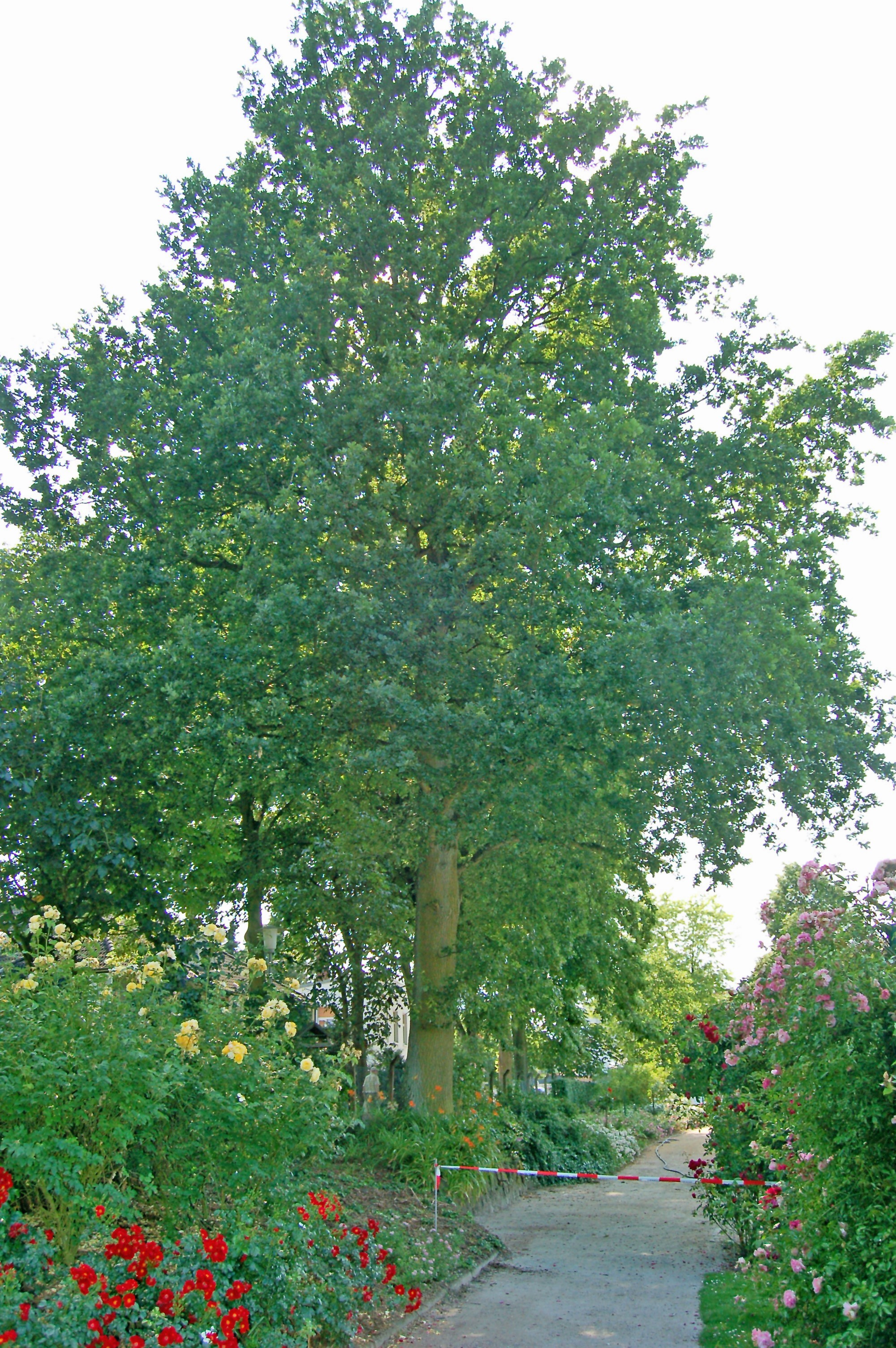
Die ehemalige Adolf-Hitler-Eiche im Rosarium Uetersen wurde im Jahr 1934 zum 700. Stadtgeburtstag und der Eröffnung des neuen Rosariums gepflanzt.

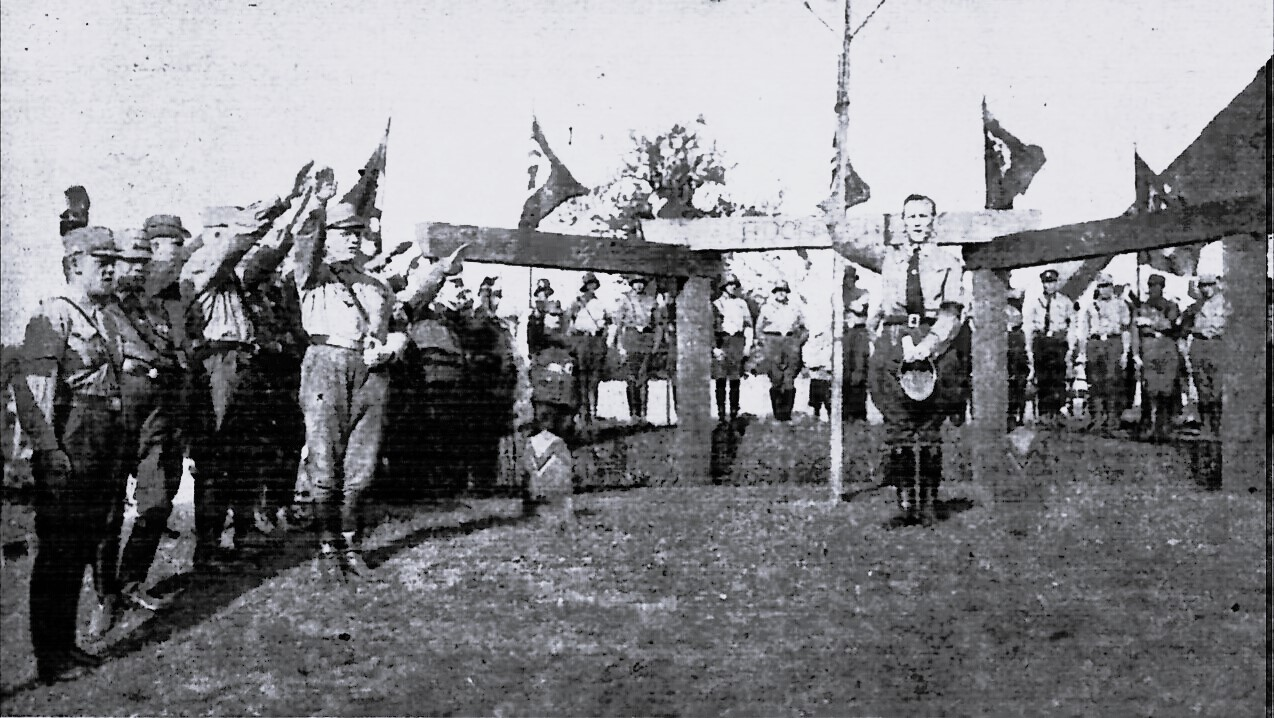
Anstelle der am 8. August 1932 gefällten über 600-jährigen Israelsdorfer Eiche wurde 1933 eine junge Hitler-Eiche gepflanzt

Hitler-Eichen wurden in der Zeit des Nationalsozialismus an vielen Orten zu Ehren Adolf Hitlers gepflanzt. Es wurden auch andere Baumarten gesetzt.

## Geschichte
Im Jahre 1883 wurden anlässlich des 400. Geburtstags von Martin Luther in vielen Orten Eichen als sogenannte Luthereichen gepflanzt. Vergleichbar sind sie mit den Bismarckeichen, die den Reichskanzler Otto von Bismarck ehren oder seiner gedenken sollten, den Hindenburgeichen und den Kaisereichen. Nach der Machtergreifung 1933 griffen die Nationalsozialisten zu dem gleichen Instrument. 1933 wurde der 450. Geburtstag Luthers gefeiert. Die Pflanzung weiterer Luthereichen wurde nun an manchen Orten mit der Pflanzung von Hitlereichen verbunden. Die Nationalsozialisten versuchten so, eine Verbindung ihrer Ideologie mit den christlichen Traditionen zu schaffen. 
Ebenso wurden auch ganze Baumgruppen in der Form von Hakenkreuzen angepflanzt, beispielsweise der Hakenkreuzwald bei Zernikow.

## Standorte
Es gibt keine systematische Dokumentation der Baumpflanzungen und es wurden auch andere Bäume als Eichen zu Ehren Adolf Hitlers im April und Mai 1933 gepflanzt. Nur durch Zufallsfunde in Überlieferungen (Erzählungen, Tagebucheintragungen oder Zeitungsartikel) lassen sich einige Standorte benennen. Es fehlen in vielen Zeitungsarchiven gerade Ausgaben aus dem April und Mai 1933.
Bekannte Standorte sind:
- Grebin, Hitler-Eiche auf dem Platz am Ehrenmahl (Schaar) gesetzt – Nach Kriegsende gefällt
- Ascheberg, Doppeleiche für Hindenburg und Hitler auf dem Schulplatz gesetzt – Nach Kriegsende gefällt
- Rosarium in Uetersen, Hitler-Eiche gesetzt – nicht gefällt
- Stampe, Gemeinde Quarnbek, Hitler-Eiche gesetzt – nicht gefällt[7]
- Lübeck, an historischer Stelle[8]
- Düsseldorf. Der Künstlerverein Malkasten und der Kampfbund für Deutsche Kultur feierten gemeinsam die "nationale Erhebung" und pflanzten dem "Retter aus höchster Not" eine Hitler-Eiche.
- Timmendorf, Hitler-Eiche gesetzt – Überleben unbekannt
- Neukirchen, Hitler-Eiche gesetzt – Überleben unbekannt
- Gleschendorf, Hitler-Eiche gesetzt – Überleben unbekannt
- Dersau, Hitler-Eiche gesetzt – nach Kriegsende gefällt
- Münsterwall (ehemals Horst-Wessel-Platz) in Hameln, Hitler-Eiche gesetzt – nicht gefällt.[9]
- Kirnbach (Wolfach), Pflanzung einer Hitler-Eiche am 30. März 1933[10]
- Wolfach, Pflanzung einer Hitler-Eiche in den Kinziganlagen am 20. April 1933[11]
- Gutach (Schwarzwaldbahn), Pflanzung einer Hitler-Eiche bei der Kirche am 20. April 1933[12]
- St. Roman (Gemeinde Kinzigtal), Pflanzung einer Hitler-Eiche am 7. Mai 1933[13]

Die im badischen Forst am 1. Mai 1933 gepflanzte Hitler-Linde wurde in den folgenden Wochen zweimal abgebrochen; beim zweiten Mal fand sich ein Zettel mit den Zeilen
An diesem Platze

darf keine Linde wachsen,

und wenn sie Hitler selbst bewacht,

wird die Tat doch vollbracht.
Die Täter wurden nicht ermittelt. Die dritte Hitler-Linde in Forst wurde auf alliierte Anweisung nach Kriegsende ausgegraben und vernichtet.

## Satire
Der Kabarettist Werner Finck äußerte über die von ihm angeschaffte Hitlereiche: „Vor ein paar Monaten war sie noch ganz klein, gerade bis zu meinen Knöcheln, dann reichte sie mir bis an die Knie, und jetzt steht sie mir schon bis zum Hals.“